# Герб Печерського району
Герб Печерського райо́ну — офіційний символ Печерського району міста Києва. Автори емблеми — члени Спілки художників України Марко Галенко та Леонід Багинський.

## Опис
У синьому щиті зображений Нестор-літописець із золотим німбом у срібньому одязі, що сидить на срібному стільці і пише у срібній книзі.

## Трактування
Фігура Нестора-літописця, якого мешканці вважають символом віри, добра та служіння народу, символізує давню історію району та наявність на її території численних храмів і церков.